# A Vida de Galileu
A Vida de Galileu (no original em alemão, Leben des Galilei) é uma peça de teatro da autoria de Bertolt Brecht, escrita entre 1937 e 1938, e depois em 1944.

## Sinopse
O dramaturgo alemão escolhe situações paradigmáticas da vida de Galileu Galilei (1564-1642) para problematizar questões que permanecem atuais, como as implicações da utilização da ciência e a relação do cientista com a sociedade. "Galileu" é, sem dúvida, uma das peças centrais da obra de Bertolt Brecht. É apontada também como o testamento de Brecht. Por coincidência, o dramaturgo morreu enquanto dirigia os ensaios da peça para o Berliner Ensemble, que era a sua companhia de teatro.

## Encenação em Portugal
Em Portugal, Galileu esteve em cena no Teatro Aberto, no ano 2006, numa encenação de João Lourenço, protagonizada pelo ator Rui Mendes, num elenco composto por nomes como os de Adérito Lopes, Afonso Pimentel, António Cordeiro, Carla Chambel, Francisco Pestana, Irene Cruz, Joana Silva, Jorge Gonçalves, Luís Alberto, Pedro Giestas, Rui Luís Brás, Rui Melo, Rui Morisson, Sérgio Silva e Susana Lourenço.